# コドリントン
コドリントン（英語: Codrington）は、カリブ海の島国アンティグア・バーブーダのバーブーダ島の中心地。コドリントンは小さな村だが、バーブーダ島の中では唯一の人口が集中している所である。

## 概要
コドリントン村は1904年、島の西岸のラグーン（礁湖）のコドリントン・ラグーンに面した地点に置かれた。その頃は人口700人だったが、1991年の人口調査では1,252人に増えていた。

## 歴史
コドリントンの名は、1666年から1860年の間までバーブーダ島を私有財産としていたイギリスのクリストファー・コドリントン及びジョン・コドリントンのコドリントン家に因む。
1860年にアンティグア島とともにイギリスに併合された。

## 交通
村の南西部に国内線専用のバーブーダ・コドリントン空港がある。

## 観光
17世紀の開拓時代に建設されたマテロー・タワーのほか、ラムサール条約登録地にも指定されている西部の干潟ではバードウォッチングを行うことができる。